# Paskov
Paskov (in tedesco Paskau) è una città della Repubblica Ceca facente parte del distretto di Frýdek-Místek, nella regione della Moravia-Slesia.